# Championnat de France Nationale 2 de tennis de table 1977-1978
 (mai 2023).
Si vous disposez d'ouvrages ou d'articles de référence ou si vous connaissez des sites web de qualité traitant du thème abordé ici, merci de compléter l'article en donnant les références utiles à sa vérifiabilité et en les liant à la section « Notes et références ».

## Championnat Masculin

### Groupe Ouest
| Cl | Équipes             | Pts | J  | V  | D  |
| -- | ------------------- | --- | -- | -- | -- |
| 1  | US Laval            | 34  | 12 | 11 | 1  |
| 2  | Raquette de Tréméoc | 30  | 12 | 9  | 3  |
| 3  | Évreux ÉC           | 28  | 12 | 8  | 4  |
| 4  | CGOS Le Mans        | 26  | 12 | 7  | 5  |
| 5  | CP Quevilly         | 24  | 12 | 6  | 6  |
| 6  | ASPTT Brest         | 19  | 11 | 4  | 7  |
| 7  | JA Coutances        | 19  | 11 | 4  | 7  |
| 8  | Le Havre AC         | 12  | 12 | 0  | 12 |